# Човек са два живота (стрип)
Човек са два живота је 9. епизода стрип серијала Кобра. Објављена је у магазину Ју стрип, бр. 212/1, који је тада још увек излазио као посебно издање ЕКС алманаха у издању Дечјих новина. Цена магазина износила је 15 динара. Свеска је објављена почетком 1980. год. Сценарио је написао Светозар Обрадовић, а епизоду нацртао Бранислав Керац. Епизода је имала 20 страна. Нацртана је око 17.10-27.11.1979. г.

## Наставци ове епизоде
Ово је само 1. део троделне приче која се наставља епизодама 10. и 11, које су објављене у Ју стрипу бр. 216/1 и 226/1 током 1980. год.

## Кратак садржај
Кобра случајно наилази на аутомобилску потеру у коме четири гангстера желе да убију Ноела Клејтона. Не знајући ко је Клејтон, Кобра му притрчава у помоћ. Након што је средио сву четворицу гангстера, Клејтон онесвечћује Кобру пиштољем, узима му југословенски пасош и напушта место злочина, претходно усмртивши сву четворицу онесвешћених гангстера. Полиција која мало касније долази на место догађаја верује да је Кобра убио сву четворицу. Поручник Спидвеј обавештава Кобру да су четворица гангстера чланови Јужног сидиката, мафијашке банде коју је Клејтон, заједно са пар приатеља који су већ побегли за Европу, оштетио за неколико милиона долара. Кобра схвата да је насамарен и бежи од полиције. Одлази на аеродром где покушава да пронађе Клејтона за којег верује да ће с његовим пасошем одлетети за Европу. На шалтеру сазнаје да се путник под именом Слободан Марковић чекирао за лет за Париз у 19:45. Клејтон, који је у међувремену, спазио Кобру унајмљује групу панкера да заустави Кобру док он не побегне авионом за Париз.